# Neglingeviken

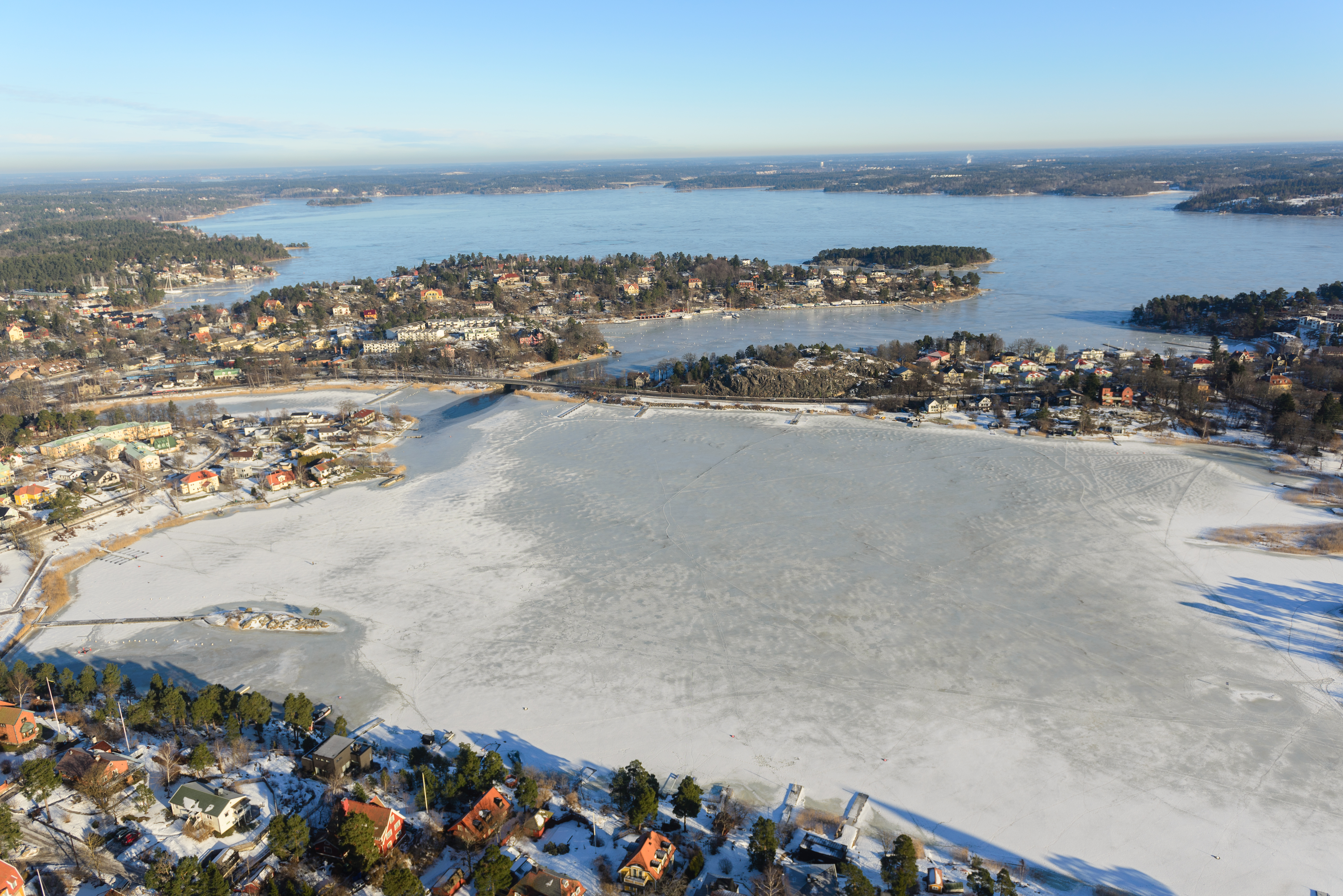
Neglingevikens norra del.

Neglingeviken (på äldre kartor även Neglingemaren) är ett vattenområde i centrala Saltsjöbaden, Nacka kommun. 

## Beskrivning

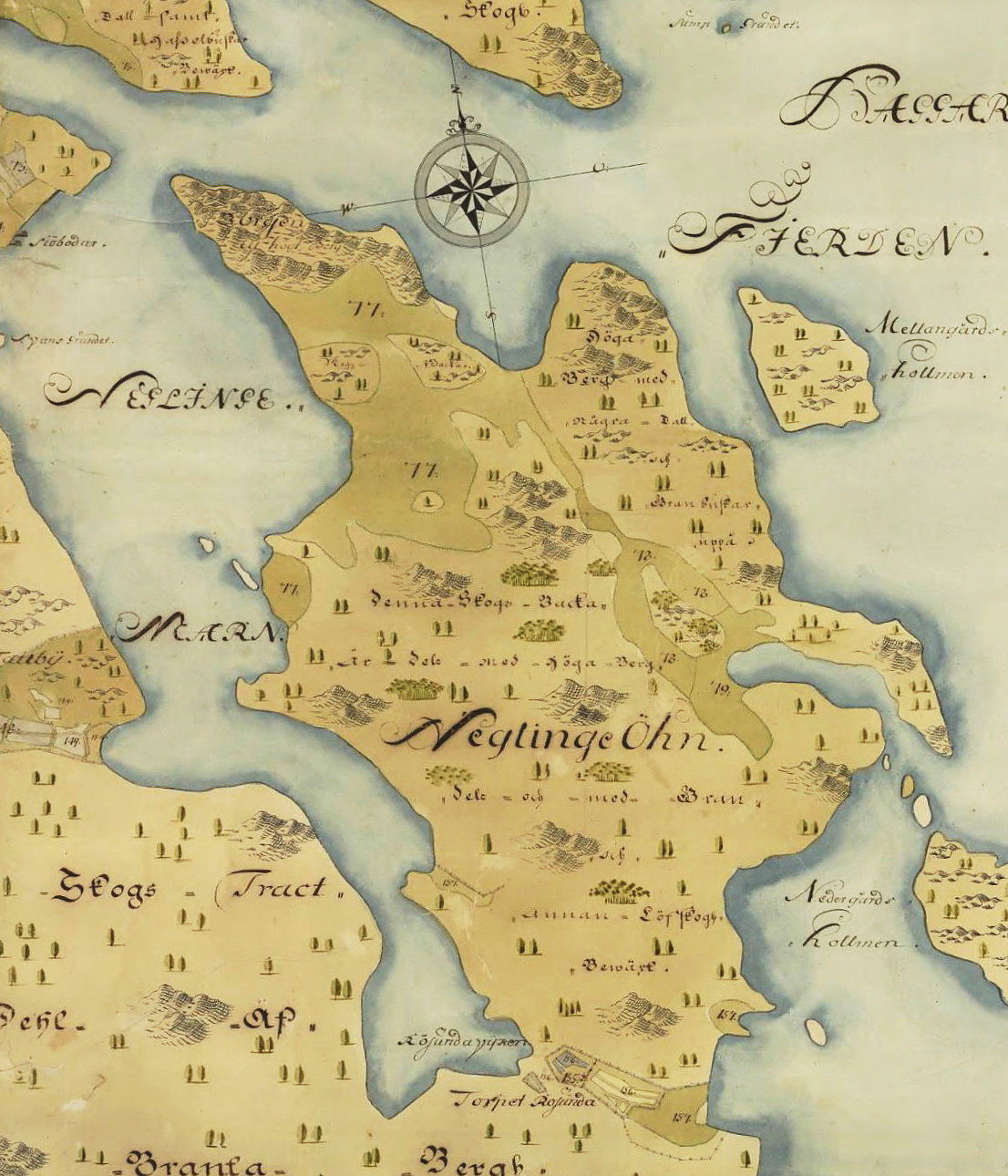
Neglingemaren 1722.

Området hörde ursprungligen till godset Erstavik och förvärvades år 1891 av finansmannen K.A. Wallenberg i syfte att bilda ett villasamhälle som sedermera kallades Saltsjöbaden. 
Neglingeviken är en vik som via Pålnäsviken och Baggensfjärden hänger ihop med Östersjön. Genom landhöjningen och utfyllnader har Neglingeviken nästan blivit avsnörd från Pålnäsviken och hänger enbart ihop med denna genom ett smalt sund. Över sundet går Neglingebron för vägtrafik och Saltsjöbanan. Den första bron anlades i samband med bygget för järnvägen på 1890-talet och var ett stålfackverk. Viken sträcker sig i nästan nord-västlig riktning och är cirka 1 750 meter lång. Arean är på 0,37 km² och vattendjupet mitt i viken är 8,8 meter. Den södra delen av viken kallades även Rösundaviken, efter torpet Rösunda som fortfarande ligger där.
I öster begränsas Neglingeviken av Neglingeön och i väster av Tattby samt Tattby naturreservat vars östra gräns går en bit ut i viken. Mellan Tattby och Neglingeön går Tattbybron för gång- och cykeltrafik. Här står sedan 1913 Uppenbarelsekyrkan, Saltsjöbaden, ett verk av  arkitekten Ferdinand Boberg. Längst i söder märks Vinterstadion med Saltsjöbadens slalombacke, kallad "Saltisbacken", samt Saltsjöbadens observatorium.

## Bilder

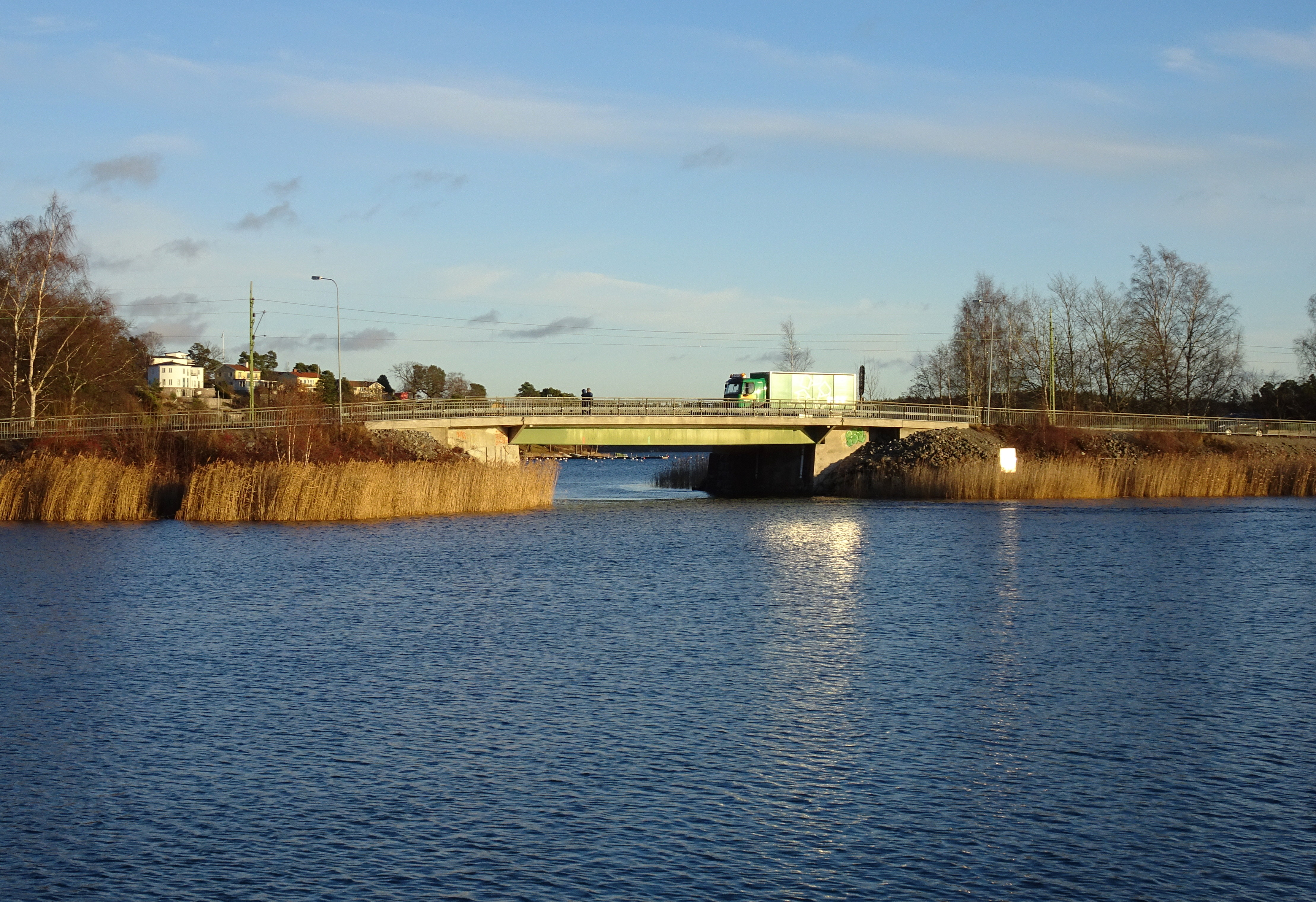
Sundet mot Pålnäsviken med Neglingebron
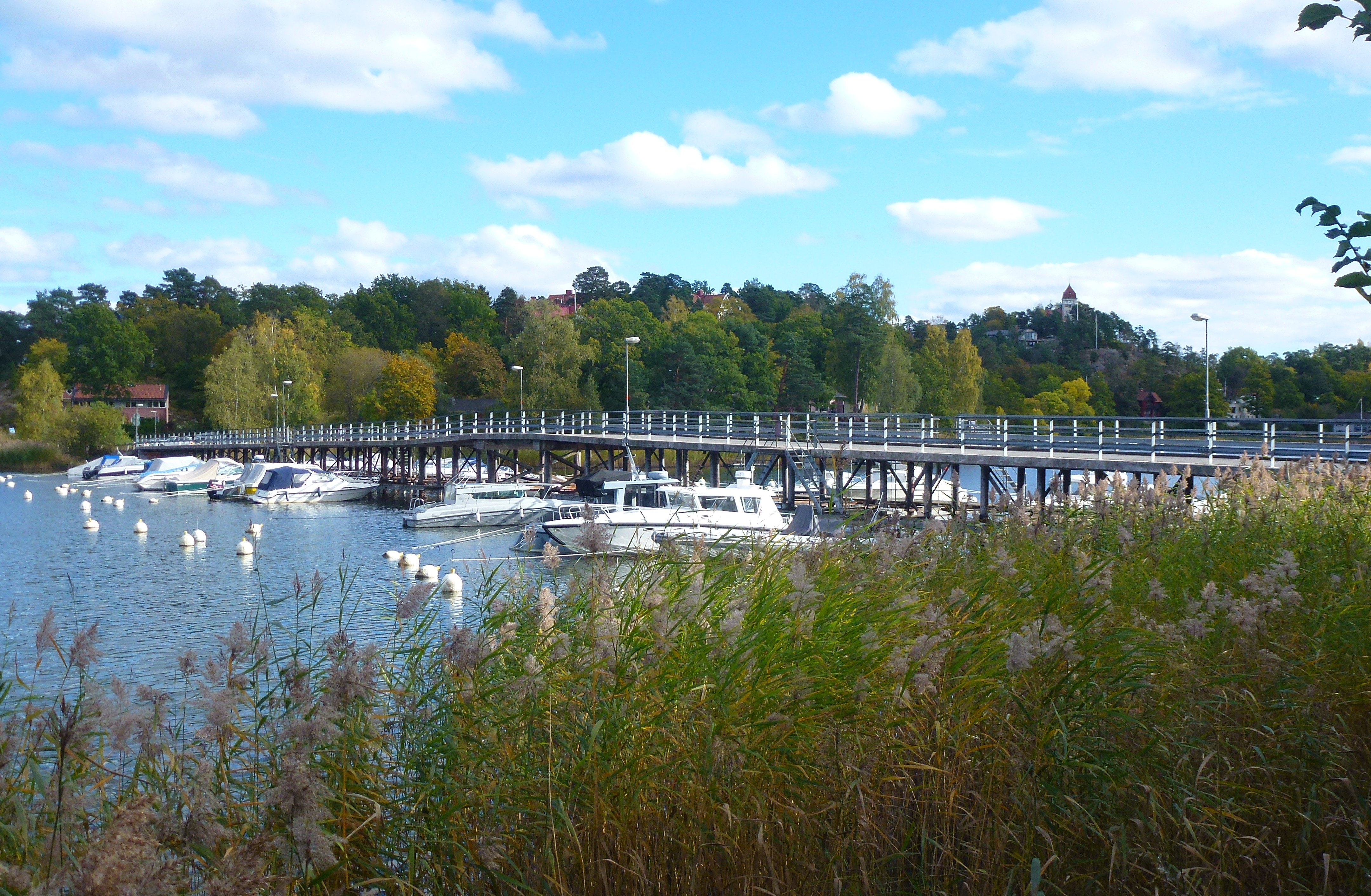
Tattbybron
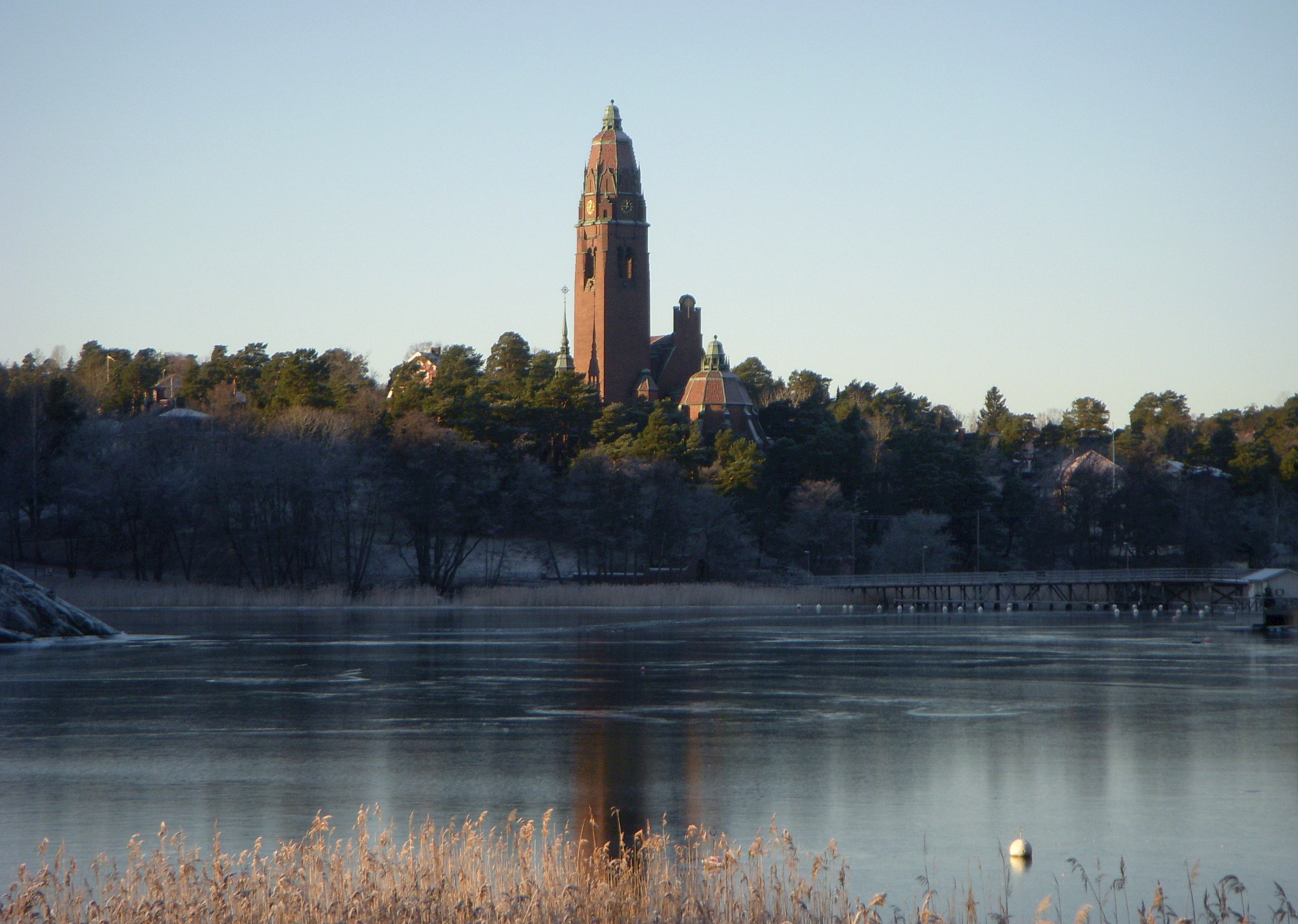
Uppenbarelsekyrkan och Tattbybron
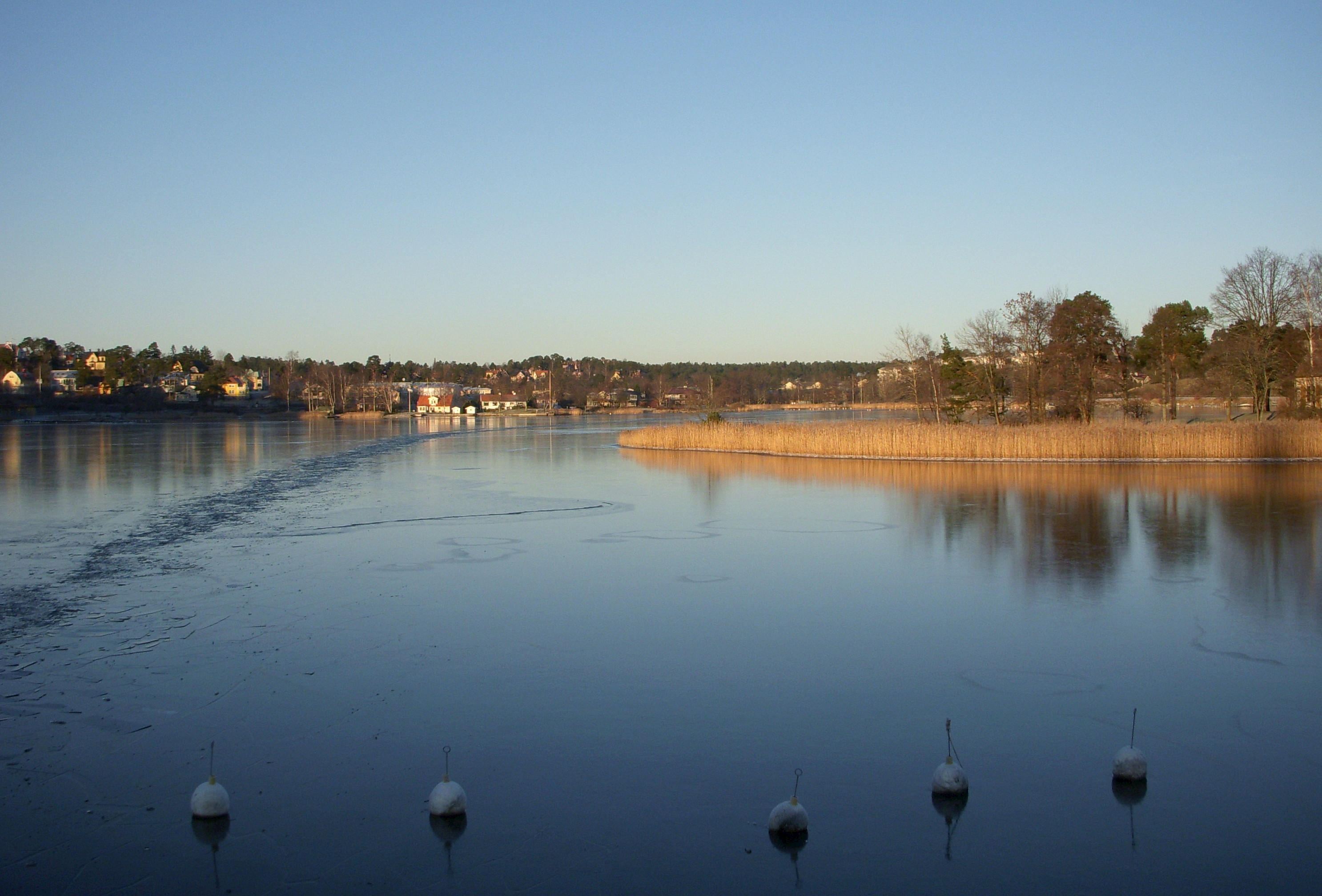
Vy från Tattbybron mot söder
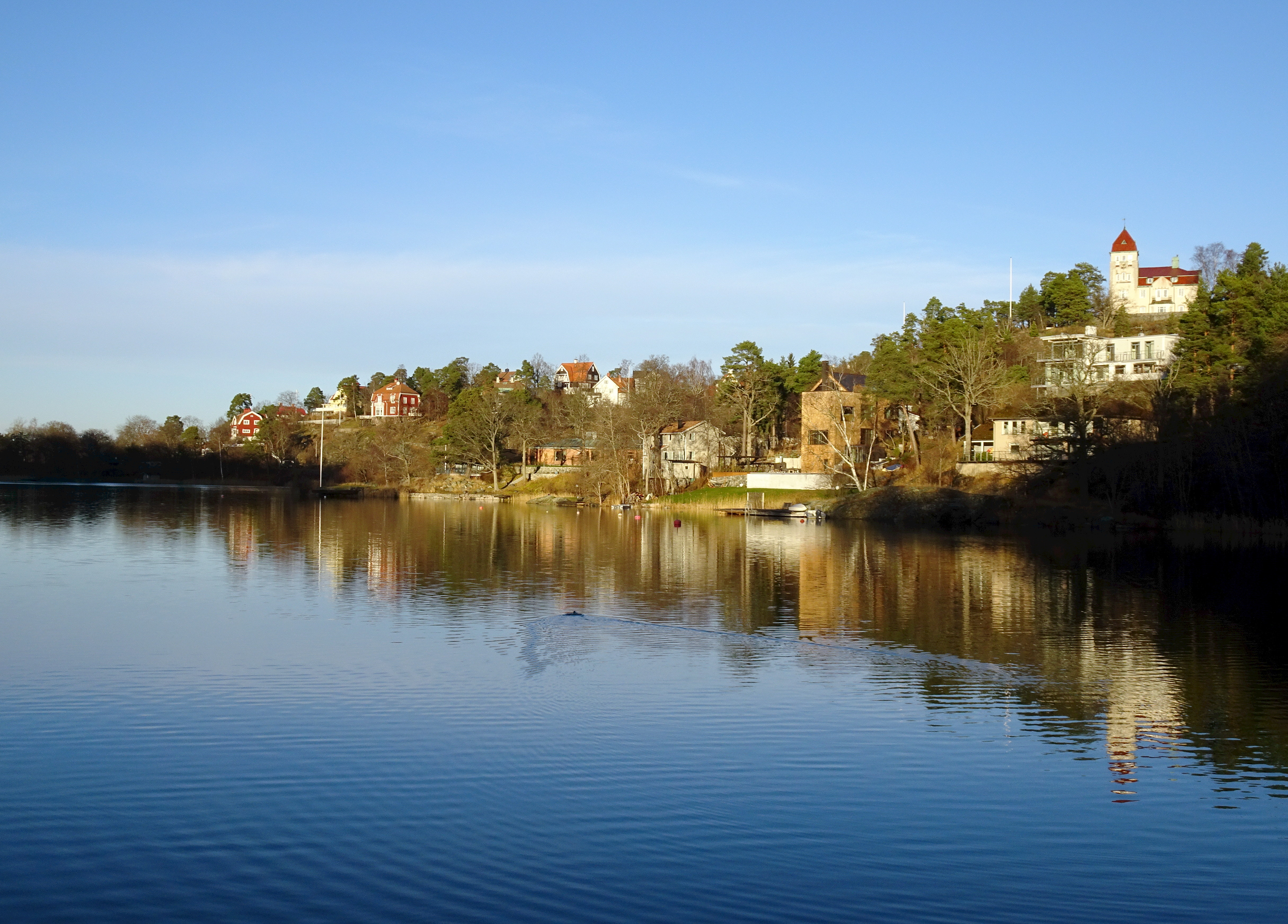
Neglingevikens södra del med Villa Baggås längst till höger